# Johann Georg August Hacker
Johann Georg August Hacker (* 24. Januar 1762 oder 1758 in Dresden; † 21. Februar 1823 ebenda) war ein deutscher lutherischer Theologe.

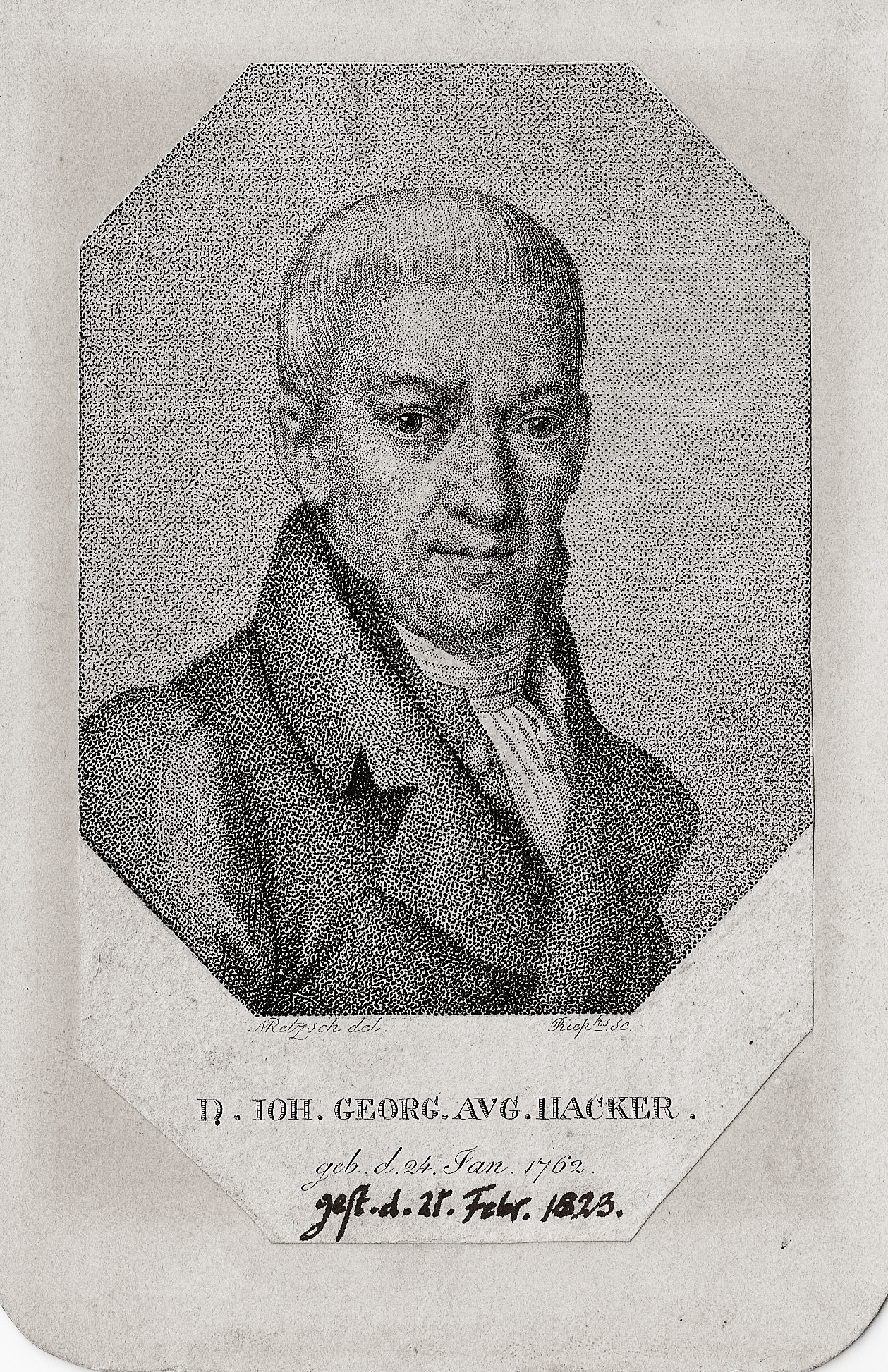
Punktstich um 1800 von Ernst Ludwig Riepenhausen nach einer Zeichnung von Moritz Retzsch

## Familie
Johann Georg August Hacker wurde während des Siebenjährigen Krieges als Sohn des Bäckermeisters Johann Gottfried Hacker und der Juliane Dorothea Junkerin (oder Jungk) geboren. Angeblich sollen sich die Mutter und das neugeborene Kind einige Tage in einer Gruft des böhmischen Kirchhofs der Johanniskirche in Dresden versteckt haben, um vor den schweren Gefechten sicher zu sein. Das Ehepaar Hacker hatte insgesamt fünf Kinder, von denen Johann Georg August Hacker schon früh besonderes Interesse für die Wissenschaften zeigte.
Hacker wuchs in einem protestantischen Elternhaus auf. Sein Cousin Joachim Bernhard Nicolaus Hacker war ebenfalls protestantischer Theologe. 1785 heiratete Hacker Charlotte Wilhelmine Frisch, die Tochter des Amtspredigers zu St. Petri in Freyberg (Freiberg) M. Johann Christian Frisch (oder Fritsch).
Eine Tochter heiratete Christian Traugott Otto. Mit dem Bruder seiner Frau, Samuel Gottlob Frisch (oder Fritsch), seinerzeit zweiter Hofprediger in Dresden und Schwiegersohn des Schriftstellers Christian Felix Weiße, verband Hacker eine besondere Beziehung. Auch der Dresdener Oberhofprediger Christoph Friedrich von Ammon schätze Hacker sehr. Später heiratete eine Enkeltochter von Ammons den Enkelsohn Hackers.

## Werdegang
Zunächst besuchte Hacker die Kreuzschule in Dresden. Im Jahr 1778 begann er mit 18 Jahren an der Universität Wittenberg zu studieren. Unter anderem hörte er hier Johann Friedrich Hiller, Johann Matthias Schröckh und Karl Christian Tittmann. Vor allem besuchte er aber dort die theologischen und homiletischen Vorlesungen des Franz Volkmar Reinhard, Professor für Theologie und Philosophie. Seine abschließende Arbeit über Sokrates schrieb er unter der Betreuung Reinhards. Nach drei Jahren verließ Hacker die Universität und arbeitete danach eine Zeit lang als Hofmeister bzw. Privatlehrer. Mit nur 22 Jahren wurde er schließlich 1784 Prediger im Zucht- und Armenhaus in Torgau. Dort erwarb er sich besondere Anerkennung, weil er nicht nur als Seelsorger und Lehrer der Häftlinge fungierte, sondern auch noch 400 Geisteskranke betreute. Dank seines guten Rufs und der Empfehlungen Reinhards, mit dem ihn mittlerweile eine enge Freundschaft verband, wurde Hacker 1796 erst zweiter und noch vor Ende desselben Jahres sogar erster Hofprediger in Dresden. Im Jahr 1802 wurde ihm schließlich die Doktorwürde von der Universität Wittenberg verliehen. Etwas später, im Jahr 1807, bildete sich unter Hacker als Leiter eine Gruppe junger Theologen, die sich wöchentlich im Hause Hackers trafen, um in lateinischer Sprache über wissenschaftliche Fragen und theologische Begriffe zu diskutieren. Zeit seines Lebens genoss Hacker den Ruf, ein fleißiger, bescheidener und aufopferungsvoller religiöser Mensch zu sein. Ebenso besaß er eine umfangreiche Bildung und stand mit vielen der damaligen Persönlichkeiten der literarischen Welt in Kontakt. Dokumente belegen, dass Hacker zumindest zeitweilig auch in Briefkontakt mit Karl August Böttiger stand.
Als Franz Volkmar Reinhard 1812 starb, übernahm Hacker die Herausgabe der noch unveröffentlichten Schriften seines Freundes.
Das darauffolgende Jahr 1813 aber brachte mit der Schlacht von Dresden und dem Tod seiner Frau noch mehr schwere Schicksalsschläge für ihn, sodass er sich mit der Zeit immer mehr zurückzog. Schließlich erkrankte er an „Lungensucht“ (Tuberkulose) und starb, trotz zweier Kurbesuche in Karlsbad, 1823 im Alter von 62 Jahren in Dresden. Die Leichenpredigt hielt Hackers Schwager und Amtsnachfolger Samuel Gottlob Frisch. Zu seinem Tod, der in der breiten Öffentlichkeit Trauer hervorrief, verfasste der Theologe und Dichter Ludwig Würkert ein Gedicht, das in der Dresdner Abendzeitung veröffentlicht wurde.

## Schriften (Auswahl)
- Imago vitae morumque Socratis e scriptoribus vetustis (expressa). Disputatio historico philosophica. Vitebergae (praes. Fr. Volkm. Reinhard) (1781)
- Erinnerungen und Ermunterungen, die uns von dem scheidenden Jahrhunderte gegeben werden. Eine Predigt am Sonntage nach Weyhnachten 1800 (1801)
- Dissertatio de descensu ad inferos, 1 Petr. III, 19–20 ad Messiae demandatam referendo dissertatio/Descensus ad inferos (1802)
- Wie wir die Schonung zu betrachten haben, die uns Gott unter den Stürmen der Zeit vor so vielen Tausenden unserer Brüder hat erfahren lassen. (1807)
- Predigtentwürfe über gewöhnliche Sonntägige und über freye Texte (mehrbändig, 1807–1809)
- Andeutungen zu einer fruchtbaren Benutzung der Abschnitte heiliger Schrift, welche allerhöchster Anordnung gemäß im Jahre 1810 statt der gewöhnlichen Evangelien bey dem evangelischen Gottesdienst in den königl. sächs. Landen öffentlich erklärt werden sollen / Hrsg. von Dr. Johann Georg August Hacker (mehrbändig; 1810)
- Communionbuch für Personen aus den gebildeten Ständen (1812)
- Worte an Reinhards Grabe (Leichenpredigt für Franz Volkmar Reinhard), 1812
- Die Psalmen / übersetzt und ihrem Hauptinhalt nach erläutert von Franz Volkmar Reinhard. Herausgegeben von Johann Georg August Hacker (1813)
- Gott giebt der guten Sache, wenn sie auch schon zu erliegen scheint, dennoch den Sieg! / eine Predigt am Sonntage Quasimodogeniti vor der. Ev. Hofgemeinde gehalten (1814)
- Predigt zur Jubelfeier der 50jährigen Regierung Seiner Majestät des Königs von Sachsen Friedrich August (1818)
- Dass der Sache Jesu nichts mehr schade, als ein unwürdiges Verhalten seiner Bekenner und angeblichen Freunde; eine Predigt am Sonntage Jubilate über die gewöhnliche Epistel gehalten. (1822)